# Porthmeia radiata
Porthmeia radiata är en fjärilsart som beskrevs av Bethune-Baker 1916. Porthmeia radiata ingår i släktet Porthmeia och familjen tofsspinnare. Inga underarter finns listade i Catalogue of Life.